# Thomas Sanchez
Pour les articles homonymes, voir Sanchez et Thomas Sanchez (homonymie).
Thomas Sanchez, né le 26 février 1944 à Oakland, en Californie, est un écrivain américain, auteur de plusieurs romans policiers.

## Biographie
Descendant de vachers portugais et d'immigrants espagnols venus s'installer en Californie à l'époque de la ruée vers l'or, Thomas Sanchez entame à l'âge de vingt ans l'écriture de son premier roman, Rabbit Boss, qui relate la saga d'une tribu d'indiens californiens. Il travaille alors dans des ranchs de la Sierra Nevada. Il achève ce premier roman — qui sera publié en 1973 — à la fin des années 1960, après être parti vivre dans un village de montagne espagnol.
De retour aux États-Unis au début des années 1970, Thomas Sanchez s'installe dans le sud de la Californie, où il écrit son deuxième roman, American Zazou, publié en 1978, dans lequel il explore les milieux interlopes de Los Angeles sur fond de Seconde Guerre mondiale. À la suite de cette publication, il reçoit pour ses œuvres un prix de la fondation John-Simon-Guggenheim.
Dans les années 1980, il part vivre à Key West, en Floride, et parcourt l'Amérique centrale, où il est le témoin des guerres civiles qui s'y déroulent alors, croisant des personnages haut en couleur qui l'inspireront pour son troisième roman, Kilomètre zéro, publié en 1989. L'auteur donne ici à voir un panorama allant des pilleurs d'épaves du XIXe siècle aux trafiquants modernes de drogue et d'armes.
Au cours des années 1990, Thomas Sanchez s'installe en Europe, vivant à Paris, puis en Provence et à Majorque, théâtres de son quatrième roman, Le Jour des abeilles, paru en 2000. Il y raconte l'histoire d'un peintre espagnol et de sa maîtresse française, héroïne de la Résistance. À la suite de cette publication, la République française lui décerne le titre de chevalier des Arts et des Lettres.
Au début des années 2000, Thomas Sanchez retourne vivre en Amérique pour écrire son cinquième roman, King Bongo, paru en 2003, dont l'intrigue se déroule à Cuba, dans La Havane des années 1950.
American Tropic, son sixième roman, est publié en 2013.

## Œuvres

### Romans
- Rabbit Boss (Knopf, New York, 1973)  (ISBN 0-39-448187-9) Publié en français sous le titre Rabbit Boss, traduit par Guy Durand, Paris, Seuil, 1978  (ISBN 2-02-004759-4)
- Zoot-suit Murders (Dutton, New York, 1978)  (ISBN 0-52-524060-8) Publié en français sous le titre Boulevard des trahisons : Meurtres à Los Angeles, traduit par Daniel Mauroc, Paris, Seuil, 1989  (ISBN 2-02-010684-1) ; réédition, revue et corrigée par l'auteur, sous le titre American Zazou, Gallimard, 2006  (ISBN 2-07-031520-7)
- Mile Zero (Knopf, New York, 1989)  (ISBN 0-39-457859-7) Publié en français sous le titre Kilomètre zéro, traduit par Claro, Paris, Seuil, 1990  (ISBN 2-02-010549-7)
- Day of the Bees (Knopf, New York, 2000)  (ISBN 0-37-540162-8) Publié en français sous le titre Le Jour des abeilles, traduit par Laetitia Devaux, Paris, Gallimard, 2001  (ISBN 2-07-076029-4)
- King Bongo (Knopf, New York, 2003)  (ISBN 0-67-940696-4) Publié en français sous le titre King Bongo, traduit par Laetitia Devaux, Paris, Gallimard, coll. « Série noire », 2005  (ISBN 2-07-077054-0)
- American Tropic (Knopf, New York, 2013)

### Autre publication
- Angels Burning: native notes from the land of earthquake and fire (Capra Press, 1987) Publié en français sous le titre Casa coyote : notes indigènes du pays du tremblement de terre et de feu, traduit par Gilles Vaugeois, Paris, Éditions L'Incertain, 1993  (ISBN 2-906843-38-5)

## Filmographie
- 2010 : Keep Calm And Carry On, court métrage américain réalisé par Thomas Sanchez, avec Alex Disdier

## Distinctions
- Chevalier de l'ordre des Arts et des Lettres

## Sources
- Claude Mesplède (dir.), Dictionnaire des littératures policières, vol. 2 : J - Z, Nantes, Joseph K, coll. « Temps noir », 2007, 1086 p. (ISBN 978-2-910-68645-1, OCLC 315873361), p. 711-712.